# 臺北市立南湖高級中學
臺北市立南湖高級中學（英語：Taipei Municipal Nanhu Senior High School，縮寫：NHUSH），簡稱南湖高中，是臺北市內湖區的一所市立高級中等學校。

## 歷任校長
- 第一任：戴國禎
- 第二任：謝應裕
- 第三任：孫蘭宜
- 第四任：董家莒
- 第五任：吉佛慈

## 運動校隊
南湖高中男女籃隊於2007年成立，99學年度男女籃首度進入HBL甲級8強，104學年度首度同行小巨蛋，分別得到男籃季軍與女籃亞軍之成績。

### 男籃
男籃在廖覎鋕與2014年接任之教練王慶祝、王顥宇指導下，培養許多選手。
99學年度，南湖男籃首度進入8強，在對三民家商最後以67：70敗北，為該季第6名。101學年度，南湖男籃對三民家商以63：59獲勝，首次進入4強，先以62：63敗給新榮高中，接著在季軍戰遭到泰山高中淘汰。102學年度，南湖男籃在2013年12月29日的高雄復賽外卡戰勝花蓮體中和泰山高中，在8強拿下4W3L，經比較勝敗關係，最後成績第5名。
104學年度，南湖男籃在8強準決賽中，在松山高中之競賽中進入延長後落敗。在4強賽敗給南山高中，仍擊敗高苑工商，以季軍刷新隊史最佳成績。2018年12月29日，南湖男籃以83：69擊退新榮高中，再以74：57勝泰山高中，連7屆闖入8強。2019年12月29日，南湖男籃以77：64勝松山高中，連8屆進入8強，終於四強賽事中以68：83敗給光復高中無法晉級。2020年11月20日，南湖男籃以77：81敗給萬能工商和53：67再輸給東泰高中，確定終結連8屆進入8強，繼100學年度南湖男女籃無緣八強。
2021年6月7日，前高苑工商教練黃昶珽加入南湖男籃挑戰資格賽，最終以3戰全勝晉級外卡第二輪，將與同樣來自台北市的強恕高中爭奪16強與賽門票，雙方拉鋸戰情況下今天南湖外線不準，加上罰球線上23罰12中種下敗因，終場64：67首度無緣16強預賽門票。
2022年，原總教練陳弘澤請辭南湖高中教練職位，由助理教練黃昶珽擔任，最終以3戰全勝晉級外卡第二輪，將與挑戰甲級第二年及人高中爭奪16強與賽門票，以78：42得到16強預賽門票，在關鍵戰役對錦和高中以79：70獲勝和對確定晉級12強門票的三重商工以89：80獲勝以2勝1敗晉級，在12強複賽以分組第五面對B組第六宜蘭高中，終場以78：60晉級與泰山高中爭奪8強門票，終場69：95無緣8強門票。
2023年，黃昶珽執教南湖第二年，最終以3戰全勝晉級外卡第二輪，將與后綜高中爭奪16強與賽門票，以82：60得到16強預賽門票，最終在12強外卡賽以100：103敗給三重商工結束今年賽季。
2024年3月4日，現任南湖高中男籃總教練黃昶珽確定西進中國前往湖南株洲接掌第五中學兵符南湖男籃由第一助理教練謝育政代掌兵符，4月3日，昔日南湖高中教練王浩森（原名王顥宇）確定重掌兵符。
| 學年度 | 99學年度 | 101學年度 | 102學年度 | 103學年度 | 104學年度 | 105學年度 | 106學年度 | 107學年度 | 108學年度 | 113學年度 |
| ------ | -------- | --------- | --------- | --------- | --------- | --------- | --------- | --------- | --------- | --------- |
| 名次   | 第六名   | 第四名    | 第五名    | 第六名    | 第三名    | 第七名    | 第八名    | 第八名    | 第六名    | 第四名    |

### 女籃
98學年度，南湖女籃首次晉級8強；102學年度則首次進入4強，不過先後不敵永仁高中和北一女中，為殿軍。104學年度，在北一女中擊敗永仁高中的幫忙下，南湖女籃順利進入小巨蛋，接著在4強戰勝滬江女籃。冠軍戰以49：69輸給淡水商工，將隊史最佳成績推進至亞軍。107學年度，南湖女籃未卡進分組前3，在外卡殊死戰遭東泰高中痛擊，相隔8年再度遭到降級。108學年，南湖女籃從資格賽打起，前2戰輕取對手，第3場力克永平高中，以3勝返回預賽，最終外卡戰殊死戰以68：78輸給一日兩戰滬江高中，連續兩年無緣八強結束賽季，109學年度，南湖女籃再從資格賽打起分到死亡之組B組，前2戰雖然贏球但贏得不輕鬆，面對剛換執行教練苗栗高商最終70：75遭到逆轉，以分組第二再度迎戰忠明高中，前面比分拉鋸最後能以66：63驚險拿到預賽門票被分到A組，雖然南湖確定打到外卡，面對想以分組第三晉級八強金甌女中反而沒壓力最終以94：76大勝，讓北一女中和永仁高中開打前確定晉級8強，確定再碰上預賽對手金甌女中，雖一度拖進延長賽，最終82：89輸給金甌女中，確定連續3年無緣8強，繼100學年度南湖男女籃無緣八強。110學年度，南湖女籃再從資格賽打起分到A組，前2戰雖然輕鬆贏球在第三場對東泰高中原本應該是五五波的比賽，結果南湖在外圍火力發揮下，以65：45大勝，今天面對確定打資格賽外卡的輔仁中學，雙方低比分情況下以38：35驚險獲勝，以A組第一直接晉級預賽門票，最終以分組第四迎戰永平高中，最終以84：68大勝，睽違三年晉級八強，新賽季確定不必打資格賽，最終以第八名作收，111學年度，南湖女籃預賽分到B組，關鍵戰役面對金甌女中，南湖女籃進攻跟防守有效發揮情況下以77：63獲勝，連續兩年晉級八強，新賽季確定不必打資格賽，最終拿下第七名。
| 學年度 | 98學年度 | 99學年度 | 101學年度 | 102學年度 | 103學年度 | 104學年度 | 105學年度 | 106學年度 | 110學年度 | 111學年度 |
| ------ | -------- | -------- | --------- | --------- | --------- | --------- | --------- | --------- | --------- | --------- |
| 名次   | 第六名   | 第五名   | 第六名    | 殿軍      | 第六名    | 亞軍      | 第六名    | 第七名    | 第八名    | 第七名    |

### 女排
女子排球隊於95學年度得乙級第5名後，隔年96學年度起挑戰甲級，截至110學年度隊史得8次第8名，最佳名次為110學年度的第四名，108學年度複賽最終戰進6強決賽。110年學年度6強決賽首場賽事以3：1擊敗華僑高中，隊史首度闖進四強。最終四搶賽以直落三輸給尋求三連霸中山工商，季軍戰再以直落三輸給東山高中獲得第四名，也是南湖高中女排最佳成績。
| 學年度 | 97學年度 | 98學年度 | 99學年度 | 100學年度 | 101學年度 | 102學年度 | 103學年度 | 104學年度 | 105學年度 | 106學年度 | 107學年度 | 108學年度 | 109學年度 | 110學年度 | 111學年度 | 112學年度 |
| ------ | -------- | -------- | -------- | --------- | --------- | --------- | --------- | --------- | --------- | --------- | --------- | --------- | --------- | --------- | --------- | --------- |
| 名次   | 第八名   | -        | 第七名   | 第八名    | 第八名    | 第八名    | 第八名    | 第八名    | 第八名    | -         | 第八名    | 第六名    | 第七名    | 第四名    | 第六名    | 第七名    |

## 學生申訴
2021年1月5日，該校某學生因12節曠課未請假遭校方處行政處分警告2支，該生不服處份便提出該校首次學生申訴申請。 1月20日，南湖高中學生申訴評議委員會以同意10票，不同意1票作出南輔申字第109001號決定申訴無理由，訴願人隨即於當日向臺北市政府法務局聲明訴願。7月14日，台北市政府訴願審議委員會做出府訴三字第1106080382號決定，認各校原相關校規有適法性疑慮，故將原處分撤回，並限於90日內另為處分。
申訴人羅列以下四理由
1. 學校記學生警告屬於行政處分
2. 教育部認為曠課不應為懲處原因
3. 記曠課又記警告 違反一行為不二罰
4. 學校並未說明記過依據

臺北市教育局中教科長黃喬偉表示，北市於六月底已發文向各高中宣導曠課不宜納入學生獎懲，並要求各學校應通盤檢視校規，盡早啟動校務會議修改，由於還在清查階段，尚未明定修改的日期。此外，近年來學生自主意識提升，國教署規範不斷更新，學校也應盡快修正校規。

## 外部連結
- 台北市立南湖高級中學網站 （页面存档备份，存于）
- 南湖高中介紹影片